# Union (Charlottenborg)

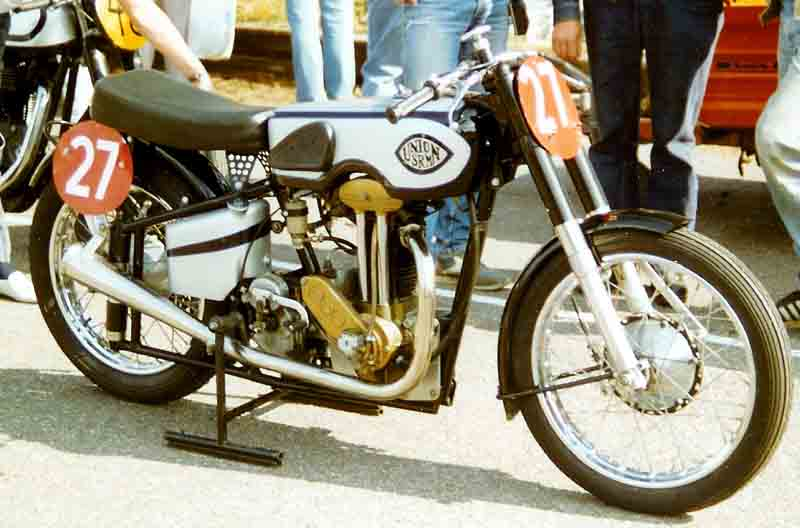
Union 350cc-racer uit 1950

Union is een historisch merk van motorfietsen.
De bedrijfsnaam was: Union Motor AB, Charlottenborg.
Zweeds merk dat sportieve motorfietsen met 350- en 500cc-JAP-blokken produceerde. De productie begon in 1943 en eindigde in 1952.
- Voor andere merken met de naam Union, zie Union (Den Hulst) - Union (Groot-Brittannië).